# 5137 Фреверт
5137 Фреверт (5137 Frevert) — астероїд головного поясу, відкритий 8 листопада 1990 року.
Тіссеранів параметр щодо Юпітера — 3,387.